# TRAIL
TNFSF10, или TRAIL (от англ. Tumor necrosis factor ligand superfamily member 10; TNF-related apoptosis-inducing ligand) — цитокин семейства факторов некроза опухоли, лиганд, вызывающий апоптоз. Продукт гена человека TNFSF10.

## Функции
TNFSF10 (чаще обозначается как TRAIL) входит в многочисленное семейство факторов некроза опухоли (TNF). Является лигандом цитотоксичности для рецепторов TNFRSF10A (TRAILR1), TNFRSF10B (TRAILR2), TNFRSF10C (TRAILR3), TNFRSF10D (TRAILR4) и, возможно, для TNFRSF11B (OPG). Индуцирует апоптоз посредством активации каспазы 8. Активность цитокина регулируется неактивными рецепторами TNFRSF10C (TRAILR3), TNFRSF10D (TRAILR4) и TNFRSF11B, которые связывают цитокин, но не способны вызывать апоптоз.

## Структура
Белок состоит из 281 аминокислоты, молекулярная масса — 32,5 кДа. Содержит небольшой N-концевой внеклеточный домен, единственный трансмембранный участок и внеклеточный домен.
Является гомотримером, содержит один катион цинка.
Взаимодействует с рецетором TNFRSF10B.

## Тканевая экспрессия
Цитокин широко представлен во многих тканях, наибольшая экспрессия наблюдается в селезёнке, лёгких и предстательной железе.